# Dekanovec
Dekanovec (mađarski: Dékánfalva) je općina u Hrvatskoj.
Općina Dekanovec najmanja je općina u Međimurju i ima samo 832 stanovnika. Smješten je na prometnicama prema susjednim općinama:
Podturnu, Domašincu i prema Belici.

## Općinska naselja
Jedino općinsko naselje je (stanje 2006.), istoimeni Dekanovec.

## Stanovništvo
Prema popisu stanovništva iz 2001. godine, općina Dekanovec imala je 832 stanovnika, raspoređenih u jednom naselju – Dekanovcu.

### Nacionalni sastav, 2001.
- Hrvati – 822 (98,80 %)
- Mađari – 2
- Slovenci – 1
- neopredijeljeni – 5 (0,60 %)
- nepoznato – 2

| broj stanovnika | 494   | 600   | 651   | 740   | 738   | 867   | 944   | 1005  | 1141  | 1170  | 1020  | 987   | 963   | 941   | 832   | 774   | 739   |
|                 | 1857. | 1869. | 1880. | 1890. | 1900. | 1910. | 1921. | 1931. | 1948. | 1953. | 1961. | 1971. | 1981. | 1991. | 2001. | 2011. | 2021. |

| broj stanovnika | 494   | 600   | 651   | 740   | 738   | 867   | 944   | 1005  | 1141  | 1170  | 1020  | 987   | 963   | 941   | 832   | 774   | 739   |
|                 | 1857. | 1869. | 1880. | 1890. | 1900. | 1910. | 1921. | 1931. | 1948. | 1953. | 1961. | 1971. | 1981. | 1991. | 2001. | 2011. | 2021. |

## Poznate osobe
- Florijan Andrašec, hrv. pjesnik i kantor
- Franjo Jesenović, hrv. svećenik i crkveni glazbenik
- Svetislav Stjepan Krnjak, franjevac i povjesničar
- Antun Jesenović, hrv. svećenik

## Obrazovanje
- Područna škola Dekanovec

## Kulturne manifestacije
- Furjonova zviezda
- Glazbena večer kantora Florijana Andrašeca
- Florijan i ja

## Kultura
- Limena glazba Dekanovec
- KUU Florijan Andrašec Dekanovec
- Ars musica

## Šport
- NK Mladost Đurkin Dekanovec

## Vanjske poveznice
- Službene stranice Općine Dekanovec